# Cornelius Osten
Cornelio Osten (11 de febrero de 1863, Bremen - 6 de septiembre de 1936, Montevideo) fue un hombre de negocios y botánico alemán conocido por sus investigaciones sobre la flora uruguaya. Se especializó en el estudio de la familia botánica Cyperaceae (juncos).
En 1896, migró a Uruguay, donde trabajó con José Arechavaleta, director del Museo Nacional de Historia Natural de Uruguay (MNHN). En 1934 fue galardonado con un doctorado honorario de la Universidad de Gotinga. Su herbario de 23 000 artículos lo legó al MNHN.
El género de plantas Ostenia (familia Alismataceae) fue nombrado en su honor por Franz Georg Philipp Buchenau.

## Trabajos seleccionados
- "Plantae Uruguayenses. 1 Pteridophyta", 1925 (con Wilhelm Gustav Franz Herter)
- Las ciperáceas del Uruguay, 1931
- Sobre el descubrimiento de una Gunnera en el país, 1933 (con Wilhelm Gustav Franz Herter)
- Notas sobre cactáceas[7]

- La abreviatura «Osten» se emplea para indicar a Cornelius Osten como autoridad en la descripción y clasificación científica de los vegetales.[8]